# 狗之聲
《狗之聲》為韓國KBS 2TV自2024年9月25日至10月31日間播映的水木電視劇。由卞淑京編劇、金裕珍導演，並由李純才、金容建、芮秀貞、林采茂、宋玉淑主演。劇集描述活力滿點的老人們，與警犬出身的「蘇菲」之間，愉快又離奇的老年成長記。

## 製作
2023年4月7日，老年人電視喜劇《狗之聲》獲得韓國文化體育觀光部韓國文化產業振興院OTT特別補助。7月11日，宣布李純才、金容建、林采茂將共同擔綱主演，劇集描述平均年齡70歲的朋友們的老年成長記，也被稱作老年版《三男三女》。本劇預計共12集，由《男生女生向前走5》的卞淑京編劇、《第三人稱復仇》的金裕珍執導，並訂於同年8月開拍，拍攝過程總共費時約7個月。
本劇原訂於2024年4月開播，但直到2024年8月5日，才正式定檔於KBS 2TV水木電視劇，並預計在9月開播。8月初，宣布其他主演還包括芮秀貞、宋玉淑、朴星雄、妍雨、金志映、李水京等。8月13日，公佈讀本會議影像，其他參與的演員，包括南潤壽、孔燦、李鐘赫、太恆浩以及為狗狗配音的裴正楠等。8月21日，釋出首支預告，並敲定於9月25日晚間9點50分開播。隔日，釋出首張海報。9月24日，於線上舉行製作發表會。

## 演員與角色
- 李純才飾演李純才[1][3]（香港配音：陳永信）

以細膩的演技，長期肩負著全國民喜怒哀樂的國民演員，是韓國演員的象徵。然而，戲外的他，是個敏感又刁鑽的完美主義者。在某次的電視劇拍攝現場，捲入一起事件後，受到大眾的批判，從國民演員跌落成甲質演員。受到打擊而自認已無用處的他，逃到了巨濟島，遇見一隻名叫「蘇菲」的狗。從那天起，蘇菲的狗聲在他耳裡，宛如人類的話語，自此和蘇菲攜手解開村裡的神秘事件，展開他人生的第二篇章。
- 金容建飾演金容建[1][5]（香港配音：葉振聲）

一出道就收獲人氣的青春明星，且具有可歌可演的才能，如今是個受到所有年齡層喜愛的國民演員，並嘗試轉型為電影導演。和純才長年維持著前後輩的老友兼同事關係，甚至差點成為親家，但卻因批評純才是「結三次婚的傢伙」，而成為不共戴天的冤家。之後，他抱持著逃避心理，來到巨濟島療傷，和純才吵吵鬧鬧地同住在一個屋簷下，一同經歷了大大小小的事件和意外。
- 芮秀貞飾演芮秀貞[5][13]（香港配音：沈小蘭）

業界裡頗負盛名的電視劇作家，對任何人都使用半語，說話語氣強硬又粗魯。有著如演員般的外貌、開朗熱情、無法忍受不義的性格，也是個在電視劇殺青派對上，能從頭到尾保持清醒的傳說酒鬼。純才憑著她的處女作成名，接著她又寫了10部作品、離了2次婚，但上一部作品卻停留在12年前。這12年間，被退件了6部作品，她誓言死前一定要創作一部關於殺人的故事。她為了創作來到巨濟島和前輩們同住，並一同捲入各種事件。
- 林采茂飾演林采茂[1][5]

自稱照明達人的照明導演，可以用一盞燈打出愛情片、喜劇片、恐怖片的氛圍。退休後，夢想成為一名YouTuber。他是老年人俱樂部裡的氣氛製造機，擁有著純真、率直又感性的性格。
- 宋玉淑飾演宋玉淑[5]

資深的電視台化妝師，有著乾脆、充滿活力又可愛的性格。80年代時，是個專攻美術的富家千金，但是偶然參觀電視劇拍攝後，愛上妝髮間的氛圍，而加入電視台。經常吹捧她的律師女兒，但女兒其實是丈夫與前妻所生，她甚至是在丈夫還未離婚的情況下，認識了丈夫，所以自認遭受了懲罰。當她前往巨濟島，探望長年往來的影視界同事們時，一同經歷了意想不到的事件。
- 朴星雄飾演李起同[6][7]

純才結婚7年才生下的兒子，是他老年得子的獨生子。起同純真又善良，但也是個意志薄弱、優柔寡斷的人，甚至成了無業遊民。他隱瞞了有女兒的事實，魯莽地結婚，但他始終沒有勇氣吐露真相。面對女兒、女兒的媽以及他心愛的女人，他選擇不成為一個壞人，而是成為一個瘋子，並挾著有口難言的理由，逃避父親、定居在巨濟島。
- 妍雨飾演洪初媛[6][7]

高中畢業後，通過警察考試，如今成為2年次的巡警。她肩負著巨濟島治安的責任，是個朝氣蓬勃又皎潔，有著溫暖的心、多情性格、正義凜然的人，並領養了退役警犬蘇菲。
- 孔燦飾演姜旼禹[8]

巨濟島太平洋咖啡廳工讀生。有著親切的外貌、話又投機又堅強，總讓人聯想起尋回犬。作為初媛的暗戀對象，他卻絲毫不懂初媛的心思。
- 金志映飾演洪銀河[7]

初媛的母親，鯷魚湯麵店老闆，是個隨和、有話直說的人。大學畢業前，和起同短暫交往了一段時日。最終，她獨自生下了兩人的女兒，並定居在巨濟島。和女兒如朋友般地相處，但她卻一直對女兒隱瞞著一個秘密，直到起同再次出現。
- 李水京飾演金彗京[7]（香港配音：詹健兒）

容建的小女兒，皮膚科醫師。有著可愛的臉龐，並靠著父親成了一名童星。到了青春期，面對更多漂亮、有抱負的演員志願生，她放棄了演員生活，憑著聰明才智轉而專研課業。經常與父親鬥嘴，但仍維持互相關心的關係，同時更依賴和父親親近的純才。她和純才的兒子起同從幼稚園開始就是同學，不管她的心情、要求是什麼，起同全數接受。對她而言，起同是個很好的朋友，因此她先喜歡上了起同。就在兩人確定關係，並決定步入禮堂時，起同卻在婚禮當天逃跑。
- 太恆浩飾演陸東求[9]

巨濟延德警察署重案1組刑警，粗暴、愚魯，但具有能力。純才總像電視劇那般使他分心，也認為初媛妨礙了他的調查方向，直到他開始聽取純才和初媛的意見，才逐漸接近案件真相。
- 金基斗飾演朴永春

巨濟延德警察署重案1組刑警，和前輩東求攜手辦案。
- 裴正楠聲演蘇菲[8][14]

雄性警犬。在服役的三年間，搜索了許多證據，最終因傷退役，並被初媛領養。某天，遇見了聽得懂他慶尚道方言狗語的純才。
- 孫炳昊飾演朴根秀

企業家，前電視台特效監督。某天，突然辭掉工作，並結婚搬去日本。數十年後，以成功的企業家之姿，來到巨濟島。實際上，他成了假裝成企業家的騙子，並過度地對純才和其他同事釋出善意。

### 特別出演
- 南潤壽飾演Hyunta[8][15]

男子團體「OTT」的成員兼人氣演員。不管是當歌手或是當演員，都會引起轟動的「天選之子」，並憑著努力，透過男團出道成了大明星。無所畏懼的Hyunta，最怕的就是會凸顯他演技不足的純才。當純才因他而退出電視劇，他懷著愧疚之心，在巨濟島和純才再次重逢，並結交了許多「老朋友」，同時為純才的回歸而努力。
- 李鐘赫飾演金哲錫[16]

純才的經紀人。講話直率，但是是真心關心純才。

## 收視率
《狗之聲》於2024年9月25日在韓國地上波KBS 2TV開播，首集取得4.2%的收視率，高於前一檔《完美的家族》的最高收視（3.1%）。第2集位居同時段收視冠軍；第6集創下自身最高收視4.6%；第11集則創下最低收視3.3%；最終第12集取得3.6%的收視率。與同日播映的戲劇相比，本劇收視高於綜合編成頻道JTBC水曜劇《重組家庭》，僅第11集低於該劇。
| 季數 | 季數 | 每季集數 | 每季集數 | 每季集數 | 每季集數 | 每季集數 | 每季集數 | 每季集數 | 每季集數 | 每季集數 | 每季集數 | 每季集數 | 每季集數 |
| 季數 | 季數 | 1        | 2        | 3        | 4        | 5        | 6        | 7        | 8        | 9        | 10       | 11       | 12       |
| ---- | ---- | -------- | -------- | -------- | -------- | -------- | -------- | -------- | -------- | -------- | -------- | -------- | -------- |
|      | 1    | 709      | 658      | 599      | 待定     | 648      | 772      | 685      | 685      | 588      | 684      | 543      | 629      |

| 集數           | 播出日期       | 尼爾森全國收視率 | 尼爾森全國收視率 | 尼爾森首都圈收視率 | 尼爾森首都圈收視率 |
| 集數           | 播出日期       | 家庭戶比例       | 人數（百萬）     | 家庭戶比例         | 人數（百萬）       |
| -------------- | -------------- | ---------------- | ---------------- | ------------------ | ------------------ |
| 1              | 2024年9月25日  | 4.2%             | 0.709            | 4.0%               | 0.449              |
| 2              | 2024年9月26日  | 4.1%             | 0.658            | 3.8%               | 0.373              |
| 3              | 2024年10月2日  | 3.5%             | 0.599            | 3.2%               | 0.347              |
| 4              | 2024年10月3日  | 3.7%             | —                | 3.4%               | —                  |
| 5              | 2024年10月9日  | 4.0%             | 0.648            | 3.6%               | 0.368              |
| 6              | 2024年10月10日 | 4.6%             | 0.772            | 3.9%               | 0.449              |
| 7              | 2024年10月16日 | 3.9%             | 0.685            | 3.3%               | 0.426              |
| 8              | 2024年10月17日 | 4.3%             | 0.685            | 3.7%               | 0.414              |
| 9              | 2024年10月23日 | 3.8%             | 0.588            | 3.6%               | 0.352              |
| 10             | 2024年10月24日 | 4.4%             | 0.684            | 3.8%               | 0.404              |
| 11             | 2024年10月30日 | 3.3%             | 0.543            | 2.8%               | 0.317              |
| 12             | 2024年10月31日 | 3.6%             | 0.629            | 3.2%               | 0.371              |
| 特輯           |                |                  |                  |                    |                    |
| 第1-2集 搶先看 | 2024年9月19日  | 1.3%             | —                | —                  | —                  |
| 第3-4集 搶先看 | 2024年10月1日  | 1.2%             | —                | —                  | —                  |
| 第1-4集 精華版 | 2024年10月9日  | 2.8%             | —                | —                  | —                  |

## 奖项荣誉
| 年份   | 颁奖礼      | 奖项                  | 入围者            | 结果 | 参考   |
| ------ | ----------- | --------------------- | ----------------- | ---- | ------ |
| 2024年 | KBS演技大賞 | 大賞                  | 李順載            | 獲獎 | [ 54 ] |
| 2024年 | KBS演技大賞 | 男子最優秀獎          | 李順載            | 提名 | [ 54 ] |
| 2024年 | KBS演技大賞 | 迷你劇部門 男子優秀獎 | 李順載            | 提名 | [ 54 ] |
| 2024年 | KBS演技大賞 | 迷你劇部門 女子優秀獎 | 妍雨              | 獲獎 | [ 54 ] |
| 2024年 | KBS演技大賞 | 最佳情侶獎            | 李順載、Ari、妍雨 | 提名 | [ 54 ] |
| 2024年 | KBS演技大賞 | 男子助演獎            | 金容建            | 獲獎 | [ 54 ] |
| 2024年 | KBS演技大賞 | 男子助演獎            | 朴星雄            | 提名 | [ 54 ] |
| 2024年 | KBS演技大賞 | 女子助演獎            | 芮秀貞            | 提名 | [ 54 ] |

## 外部連結
- 官方网站 
- Daum上《狗之聲》的資料

| KBS 2TV 水木劇                             | KBS 2TV 水木劇                          | KBS 2TV 水木劇 |
| ------------------------------------------ | --------------------------------------- | -------------- |
|                                            | 狗之聲 （2024年9月25日—2024年10月31日） |                |
| 完美的家族 （2024年8月14日—2024年9月19日） | Face Me （2024年11月6日—）              |                |